# Something to Say (Kane)
Something to Say is een nummer van de Nederlandse rockband Kane uit 2005. Het is de eerste single van hun derde studioalbum Fearless.
Het werd een nummer 1-hit in de Nederlandse Top 40. "Something to Say" is een van de weinige noteringen die Kane had in de Vlaamse Ultratop 50, het haalde de 33e positie.